# Course de Chiètres
La course de Chiètres (en allemand : Kerzerslauf) est une épreuve de course à pied sur route de 15 kilomètres se déroulant à Chiètres dans le canton de Fribourg, en Suisse.

## Histoire
Imaginée en septembre 1978 par le Turnverein Kerzers, la société de gymnastique de Chiètres, la première édition a lieu le 10 mars 1979. Les organisateurs ne s'attendent qu'à voir une centaine de coureurs au départ mais ce sont 395 qui franchissent la ligne d'arrivée. Le champion suisse du 10 000 mètres, Albrecht Moser, est le premier vainqueur.
En 1989, le départ de la course est déplacé de la rue de Lindenhubel à la Vordere Gasse. Les départs par blocs sont introduits pour la première fois en Suisse lors d'une course à pied.
En 1994, la gestion de la course devient indépendante du Turnverein Kerzers.
Soucieux de répondre aux exigences des sponsors, des coureurs mais également des riverains, les organisateurs s'efforcent de gérer la manifestation de manière durable. La course reçoit la certification ISO 20121 (en), inaugurée lors des Jeux olympiques d'été de 2012, en 2014,.
Sa date tôt dans l'année en mars fait que bons nombres d'athlètes y participent afin de débuter leur saison de course à pied.
La course connaît un succès toujours grandissant. De 395 coureurs classés en 1979, le nombre est passé à un record de 8602 en 2016 avec plus de 43 % de participation féminine.
Un parcours de 5 kilomètres est introduit en 2001 ainsi qu'un de 10 kilomètres en 2019.
L'édition 2014 est exceptionnelle à plus d'un titre. Un nouveau record de participation avec 8596 coureurs au départ est enregistré. Les Kényans Thomas Lokomwa et Lucy Murigi s'imposent en établissant chacun le record du parcours en respectivement 43 min 13 s 0 et 49 min 27 s 1.
L'édition 2020 est annulée en raison de la pandémie de Covid-19. Toujours en raison de la pandémie, l'édition 2021 est reportée en août et se déroule sur trois jours avec chaque épreuve un jour différent.

## Parcours
Le parcours part depuis la Vordere Gasse à Chiètres. Il traverse champs et forêt en direction de Niederried bei Kallnach. Il contourne le village et longe ensuite l'Aar jusqu'au village de Golaten. Il bifurque ensuite dans la forêt puis revient sur la route pour terminer à Chiètres.
Contrairement aux courses en ville, le parcours se situe essentiellement dans la nature et est apprécié des coureurs.

## Vainqueurs
| Année | Hommes                                              | Pays                                                | Temps                                               |                                                     | Femmes                                              | Pays                                                | Temps                                               |
| 1979  | Albrecht Moser                                      | Suisse                                              | 48 min 36 s 2                                       | Thérèse Godel                                       | Suisse                                              | 1 h 7 min 13 s 7                                    |                                                     |
| 1980  | Albrecht Moser                                      | Suisse                                              | 48 min 20 s 4                                       | Ingrid Graf                                         | Suisse                                              | 59 min 25 s 1                                       |                                                     |
| 1981  | Norbert Rautenberg                                  | Allemagne                                           | 47 min 15 s 0                                       | Helene Eschler                                      | Suisse                                              | 1 h 1 min 40 s 0                                    |                                                     |
| 1982  | Albrecht Moser                                      | Suisse                                              | 48 min 30 s 0                                       | Vreni Forster                                       | Suisse                                              | 59 min 18 s 4                                       |                                                     |
| 1983  | Albrecht Moser                                      | Suisse                                              | 46 min 27 s 4                                       | Martine Oppliger                                    | Suisse                                              | 54 min 56 s 0                                       |                                                     |
| 1984  | Albrecht Moser                                      | Suisse                                              | 46 min 55 s 5                                       | Sandra Gasser                                       | Suisse                                              | 56 min 49 s 2                                       |                                                     |
| 1985  | Hugo Rey                                            | Suisse                                              | 46 min 51 s 1                                       | Hildegard Zahner                                    | Suisse                                              | 59 min 9 s 7                                        |                                                     |
| 1986  | Kurt Hürst                                          | Suisse                                              | 46 min 41 s 7                                       | Helene Eschler                                      | Suisse                                              | 58 min 24 s 6                                       |                                                     |
| 1987  | Peter Schmid                                        | Suisse                                              | 47 min 45 s 9                                       | Gaby Schütz                                         | Suisse                                              | 56 min 30 s 4                                       |                                                     |
| 1988  | Geert DeRuddere                                     | Belgique                                            | 46 min 20 s 7                                       | Luzia Sahli                                         | Suisse                                              | 55 min 12 s 7                                       |                                                     |
| 1989  | Garry Henri                                         | Australie                                           | 46 min 8 s 3                                        | Fabiola Rueda-Oppliger                              | Suisse                                              | 55 min 26 s 8                                       |                                                     |
| 1990  | Ivan Uvizl                                          | Tchéquie                                            | 46 min 5 s 9                                        | Fabiola Rueda-Oppliger                              | Suisse                                              | 53 min 1 s 0                                        |                                                     |
| 1991  | Markus Ryffel                                       | Suisse                                              | 45 min 51 s 3                                       | Franziska Moser                                     | Suisse                                              | 52 min 29 s 7                                       |                                                     |
| 1992  | Richard Rono                                        | Kenya                                               | 45 min 17 s 4                                       | Ursula Jeitziner                                    | Suisse                                              | 54 min 19 s 5                                       |                                                     |
| 1993  | Markus Graf                                         | Suisse                                              | 46 min 11 s 0                                       | Franziska Moser                                     | Suisse                                              | 54 min 0 s 8                                        |                                                     |
| 1994  | Andrew Eyapan                                       | Kenya                                               | 45 min 9 s 2                                        | Margaret Nghoto                                     | Kenya                                               | 53 min 7 s 8                                        |                                                     |
| 1995  | Lubomír Tesáček                                     | Tchéquie                                            | 46 min 16 s 1                                       | Franziska Moser                                     | Suisse                                              | 52 min 36 s 9                                       |                                                     |
| 1996  | Luboš Šubrt                                         | Tchéquie                                            | 46 min 34 s 2                                       | Ursula Jeitziner                                    | Suisse                                              | 51 min 36 s 3                                       |                                                     |
| 1997  | Stéphane Schweickhardt                              | Suisse                                              | 44 min 14 s 0                                       | Leah Malot                                          | Kenya                                               | 51 min 25 s 4                                       |                                                     |
| 1998  | Francis Mbiu                                        | Kenya                                               | 44 min 27 s 2                                       | Daria Nauer                                         | Suisse                                              | 51 min 14 s 6                                       |                                                     |
| 1999  | Isaac Chemobwo                                      | Kenya                                               | 44 min 14 s 8                                       | Daria Nauer                                         | Suisse                                              | 51 min 14 s 6                                       |                                                     |
| 2000  | David Cheruiyot Ngeny                               | Kenya                                               | 44 min 1 s 0                                        | Judy Kiplimo                                        | Kenya                                               | 50 min 55 s 6                                       |                                                     |
| 2001  | Daniel Kirui                                        | Kenya                                               | 45 min 6 s 6                                        | Fatima Yvelain                                      | France                                              | 53 min 32 s 8                                       |                                                     |
| 2002  | Daniel Kirui                                        | Kenya                                               | 43 min 40 s 1                                       | Zenebech Tola                                       | Éthiopie                                            | 51 min 29 s 7                                       |                                                     |
| 2003  | Tesfaye Eticha                                      | Éthiopie                                            | 45 min 5 s 4                                        | Susan Kurui                                         | Kenya                                               | 52 min 1 s 3                                        |                                                     |
| 2004  | Abraham Tandoi                                      | Kenya                                               | 44 min 55 s 0                                       | Zenebech Tola                                       | Éthiopie                                            | 49 min 51 s 5                                       |                                                     |
| 2005  | Stanley Salil                                       | Kenya                                               | 43 min 53 s 2                                       | Leah Malot                                          | Kenya                                               | 51 min 23 s 8                                       |                                                     |
| 2006  | Ernest Kimeli                                       | Kenya                                               | 44 min 21 s 3                                       | Anikó Kálovics                                      | Hongrie                                             | 52 min 9 s 4                                        |                                                     |
| 2007  | Stanley Salil                                       | Kenya                                               | 43 min 25 s 4                                       | Anikó Kálovics                                      | Hongrie                                             | 49 min 44 s 3                                       |                                                     |
| 2008  | Wilson Kipkogei                                     | Kenya                                               | 44 min 23 s 9                                       | Anitha Kiptum                                       | Kenya                                               | 53 min 52 s 2                                       |                                                     |
| 2009  | David Langat                                        | Kenya                                               | 44 min 32 s 1                                       | Sabine Fischer                                      | Suisse                                              | 51 min 27 s 3                                       |                                                     |
| 2010  | Pius Kirop                                          | Kenya                                               | 43 min 48 s 8                                       | Tabitha Wambui Gichia                               | Kenya                                               | 51 min 12 s 9                                       |                                                     |
| 2011  | Joseph Kiptum                                       | Kenya                                               | 44 min 17 s 3                                       | Caroline Chepkwony                                  | Kenya                                               | 51 min 2 s 5                                        |                                                     |
| 2012  | Geoffrey Ndungu                                     | Kenya                                               | 43 min 46 s 9                                       | Caroline Chepkwony                                  | Kenya                                               | 49 min 42 s 6                                       |                                                     |
| 2013  | Edwin Kiptoo                                        | Kenya                                               | 43 min 47 s 8                                       | Tabitha Wambui Gichia                               | Kenya                                               | 51 min 5 s 7                                        |                                                     |
| 2014  | Thomas Lokomwa                                      | Kenya                                               | 43 min 13 s 0                                       | Lucy Wambui Murigi                                  | Kenya                                               | 49 min 27 s 1                                       |                                                     |
| 2015  | Temesgen Daba                                       | Éthiopie                                            | 43 min 48 s 4                                       | Sutume Kebede                                       | Éthiopie                                            | 50 min 34 s 6                                       |                                                     |
| 2016  | Bethwel Kiprono Chemweno                            | Kenya                                               | 44 min 3 s 1                                        | Maryanne Wanjiru                                    | Kenya                                               | 49 min 35 s 5                                       |                                                     |
| 2017  | Tom Mutie                                           | Kenya                                               | 44 min 57 s 9                                       | Maryanne Wanjiru                                    | Kenya                                               | 50 min 42 s 1                                       |                                                     |
| 2018  | James Kibet                                         | Kenya                                               | 43 min 27 s 5                                       | Janet Gichumbi                                      | Kenya                                               | 51 min 8 s 5                                        |                                                     |
| 2019  | Roncer Kipkorir Konga                               | Kenya                                               | 45 min 3 s 1                                        | Lucy Wambui Murigi                                  | Kenya                                               | 50 min 26 s 8                                       |                                                     |
| 2020  | Course annulée en raison de la pandémie de Covid-19 | Course annulée en raison de la pandémie de Covid-19 | Course annulée en raison de la pandémie de Covid-19 | Course annulée en raison de la pandémie de Covid-19 | Course annulée en raison de la pandémie de Covid-19 | Course annulée en raison de la pandémie de Covid-19 | Course annulée en raison de la pandémie de Covid-19 |
| 2021  | Philimon Kipkorir Maritim                           | Kenya                                               | 46 min 39 s 1                                       | Genet Habela Abdurkadir                             | Éthiopie                                            | 57 min 42 s 9                                       |                                                     |
| 2022  | Dominic Lobalu                                      | Soudan du Sud                                       | 44 min 33 s 1                                       | Helen Bekele                                        | Éthiopie                                            | 51 min 0 s 0                                        |                                                     |
| 2023  | Julius Kariba Njeri                                 | Kenya                                               | 44 min 49 s 4                                       | Purity Kajuju Gitonga                               | Kenya                                               | 49 min 40 s 2                                       |                                                     |
| 2024  | Leonard Kipngeno Bor                                | Kenya                                               | 44 min 49 s 5                                       | Judy Kemboi                                         | Kenya                                               | 48 min 32 s 1                                       |                                                     |
| 2025  | Moses Cheruyiot                                     | Kenya                                               | 43 min 45 s 7                                       | Vivian Jepkogei Cheruiyot                           | Kenya                                               | 50 min 41 s 0                                       |                                                     |

 Record de l'épreuve